# صلب (دراما)
الصُّلب أو زيادة التوتر في المسرح الإغريقي هو العمل الرئيس للمسرحية، حيث تزداد التجارب والمحن للشخصية الرئيسة وتتجه نحو الذروة والانتهاء. إنه الجزء الثالث والمركزي عندما تُقسم المسرحية إلى خمسة أجزاء منفصلة: مقدمة واستهلال والصلب catastasis وcatastrophe. غالبًا ما يشار إليها بالبناء الدرامي في النظرية الدرامية الحديثة، والذي يستخدم أقسامًا مختلفة ولكنه إلى حد كبير نفس المفهوم بشكل عام.[بحاجة لمصدر]